# Sandro Salvadore
Sandro Salvadore (Milán, Provincia de Milán, Italia, 29 de noviembre de 1939 - Asti, Provincia de Asti, Italia, 4 de enero de 2007) fue un futbolista italiano. Se desempeñaba en la posición de defensa.

## Selección nacional
Fue internacional con la selección de fútbol de Italia en 36 ocasiones. Debutó el 10 de diciembre de 1960, en un encuentro amistoso ante la selección de Austria que finalizó con marcador de 2-1 a favor de los austriacos.

### Participaciones en Copas del Mundo
| Mundial                        | Sede       | Resultado    |
| ------------------------------ | ---------- | ------------ |
| Copa Mundial de Fútbol de 1962 | Chile      | Primera fase |
| Copa Mundial de Fútbol de 1966 | Inglaterra | Primera fase |

### Participaciones en Eurocopas
| Eurocopa      | Sede   | Resultado |
| ------------- | ------ | --------- |
| Eurocopa 1968 | Italia | Campeón   |

## Clubes
| Club           | País   | Año         |
| -------------- | ------ | ----------- |
| A. C. Milan    | Italia | 1955 - 1962 |
| Juventus F. C. | Italia | 1962 - 1974 |

## Palmarés

### Campeonatos nacionales
| Título      | Club           | País   | Año     |
| ----------- | -------------- | ------ | ------- |
| Serie A     | A. C. Milan    | Italia | 1958-59 |
| Serie A     | A. C. Milan    | Italia | 1961-62 |
| Copa Italia | Juventus F. C. | Italia | 1964-65 |
| Serie A     | Juventus F. C. | Italia | 1966-67 |
| Serie A     | Juventus F. C. | Italia | 1971-72 |
| Serie A     | Juventus F. C. | Italia | 1972-73 |

### Copas internacionales
| Título        | Equipo             | País   | Año  |
| ------------- | ------------------ | ------ | ---- |
| Eurocopa 1968 | Selección de Itali | Italia | 1968 |